# Danilo Petrucci
Danilo Carlo Petrucci (* 24. Oktober 1990 in Terni) ist ein italienischer Motorradrennfahrer. Sein Spitzname ist „Petrux“.

## Karriere

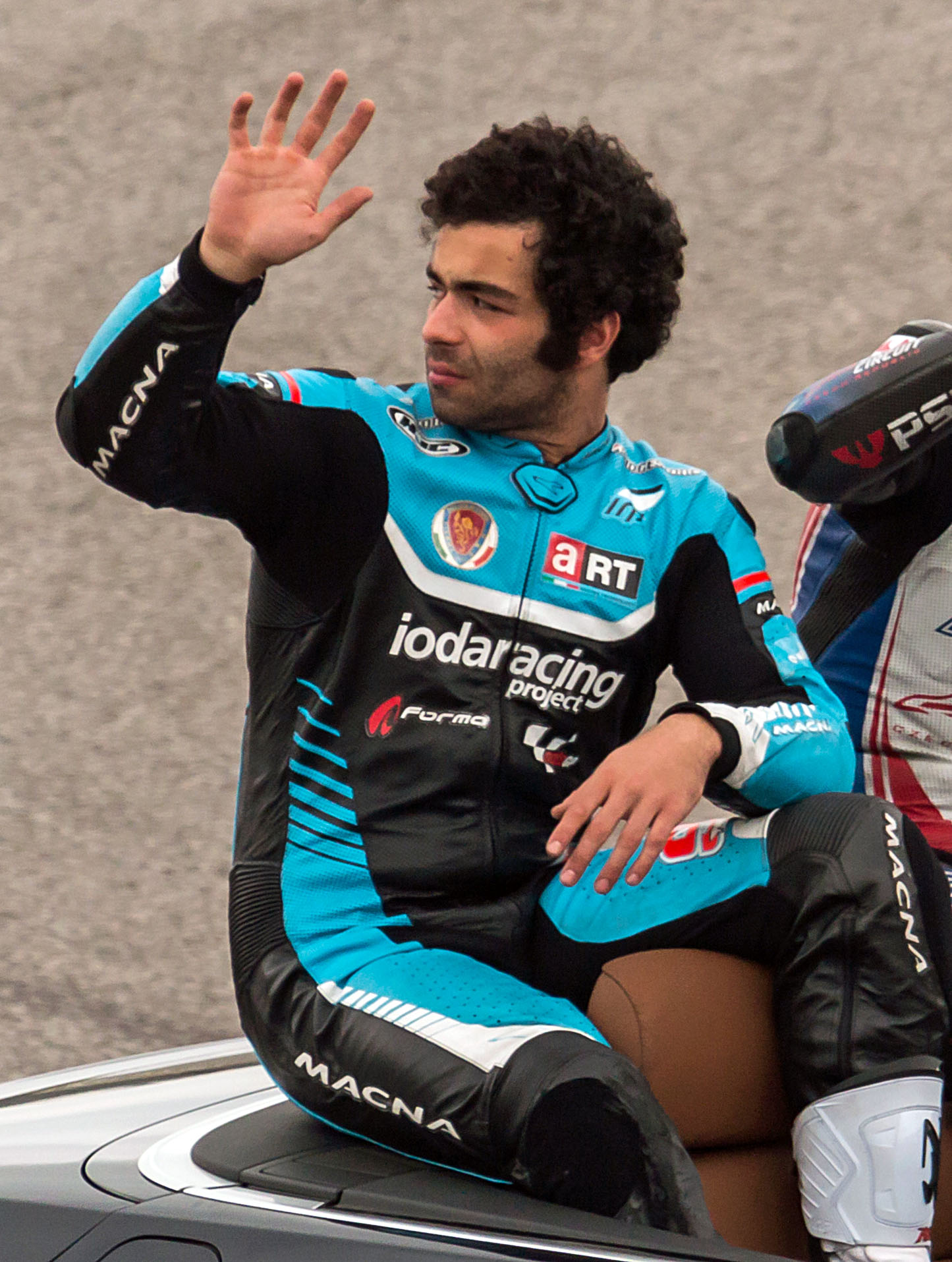
Petrucci 2014

Petrucci war vor seiner Rennfahrerkarriere hauptberuflich Polizist bei der italienischen Polizia di Stato und bringt dies auch gelegentlich zum Ausdruck, indem er bei Rennveranstaltungen einen Helm im Polizia-Design trägt. Von 2007 bis 2009 fuhr er auf einer Yamaha in der europäischen Superstock-600-Meisterschaft. 2010 wechselte er in den Superstock-1000-Cup. Dort trat er für das Team Pedercini auf Kawasaki an. 2011 wurde Petrucci in dieser Meisterschaft auf einer Ducati 1098R im Barni Racing Team mit zwei Punkten Rückstand auf Davide Giugliano Vizemeister. In der italienischen Meisterschaft konnte er in dieser Kategorie auf Barni-Ducati vor Ivan Clementi den Titel gewinnen.
2012 wechselte Danilo Petrucci in die MotoGP-Klasse der Motorrad-Weltmeisterschaft zum Clame-IodaRacing-Project-Team um Giampiero Sacchi. Auf einer Aprilia RSV4 in der neu geschaffenen Claiming-Rule-Kategorie bestritt er seine ersten Rennen. Im letzten Saisondrittel startete er auf einer Suter-BMW. Beim letzten Saisonlauf, dem Großen Preis von Valencia auf dem Circuit Ricardo Tormo konnte er mit Rang acht seine bisher beste MotoGP-Platzierung einfahren. Im Schlussklassement hatte der Italiener 27 Punkte, die ihm den 19. Gesamtrang bescherten.
In der Saison 2013 ging Petrucci für dasselbe Team auf einer Suter-BMW an den Start. Er wurde Gesamt-17. mit 26 Punkten Sein Teamkollege war der Tscheche Lukáš Pešek, der punktelos blieb.
2014 verblieb Petrucci für ein weiteres Jahr im Team, dieses Mal auf einer Aprilia. Er sammelte 17 Punkte ein und schloss die Saison auf Platz 20 ab.
2015 wechselte Petrucci für zwei Saisons zu OCTO Pramac Ducati. Er sammelte in diesem Jahr regelmäßiger Punkte ein und fuhr als Zweiter beim Großen Preis von Großbritannien sogar aufs Podest. Er wurde Gesamtzehnter und sammelte mit 113 Punkten mehr als doppelt so viele wie sein kolumbianischer Teamkollege Yonny Hernández.
Die Saison 2016 begann für Petrucci unglücklich, als er nach einem Sturz die ersten vier Rennen hatte auslassen müssen. Danach erholte er sich jedoch wieder und wurde WM-14. Mit 75 zu 74 Punkten hatte er sogar seinen Teamkollegen Scott Redding, der im Gegensatz zu dem Italiener einmal aufs Podest gefahren war, knapp hinter sich gelassen. Als Tiefpunkte zeigten sich allerdings das Dutch TT und der Große Preis von Deutschland, bei denen er in Führung liegend gestürzt war. Sein Vertrag bei Pramac wurde um zwei weitere Saisons verlängert.
2017 fuhr Petrucci viermal aufs Podest, inklusive zwei zweiten Plätzen beim Dutch TT und beim Großen Preis von San Marino, bei denen er in der letzten Runde nur knapp den Sieg gegen Valentino Rossi bzw. gegen Marc Márquez verpasst hatte. Dank einiger Stürze allerdings verbesserte er sich nur auf WM-Rang acht, wobei er Redding mit 124 zu 64 Punkten deutlich hinter sich gelassen hatte.
2018 gelang dem Italiener nur ein Podestplatz, dennoch schloss er die Saison erneut als Achter ab und sammelte mit 144 Punkten sogar mehr als im Vorjahr. Sein Teamkollege Jack Miller, der allerdings auf dem Vorjahresmodell angetreten war, hatte 91 Punkte eingefahren.
2019 stieg Petrucci ins Ducati-Werksteam als Nachfolger für Jorge Lorenzo auf. Am 2. Juni fuhr Petrucci im 124. Anlauf seinen ersten MotoGP-Sieg im Fotofinish gegen Marc Márquez beim Großen Preis von Italien ein. Die Saison schloss er als Gesamtsechster mit 176 Punkten ab, was seine bisher beste Endplatzierung darstellt, überschattet wurde dies jedoch von schwachen Leistungen in der zweiten Saisonhälfte, was Ducati schlussendlich sogar den Team-Titel kostete. Sein Vertrag läuft Ende 2020 aus.
Am 25. Juni 2020 wurde bekannt, dass Petrucci 2021 zu Tech 3-KTM wechseln wird. Seinen Platz bei Ducati wird Petruccis früherer Pramac-Teamkollege, der Australier Jack Miller einnehmen. In diesem Jahr wurde Petrucci WM-Zwölfter.

## Statistik

### Erfolge
- 2009 – Superstock-1000-Junior-Europameister auf Yamaha
- 2011 – Italienischer Superstock-1000-Meister auf Ducati
- 2 Grand-Prix-Siege

### In der Motorrad-Weltmeisterschaft
(Stand: Saisonende 2023)
| Saison | Klasse | Team                     | Motorrad | Rennen | Siege | Podien | Poles | Punkte | Ergebnis |
| ------ | ------ | ------------------------ | -------- | ------ | ----- | ------ | ----- | ------ | -------- |
| 2012   | MotoGP | Came IodaRacing Project  | Suter    | 18     | –     | –      | –     | 27     | 19.      |
| 2013   | MotoGP | Came IodaRacing Project  | Suter    | 18     | –     | –      | –     | 26     | 17.      |
| 2014   | MotoGP | Octo IodaRacing Team     | ART      | 14     | –     | –      | –     | 17     | 20.      |
| 2015   | MotoGP | Octo Pramac Racing       | Ducati   | 18     | –     | 1      | –     | 113    | 10.      |
| 2016   | MotoGP | Octo Pramac Racing       | Ducati   | 14     | –     | –      | –     | 75     | 14.      |
| 2017   | MotoGP | Octo Pramac Racing       | Ducati   | 18     | –     | 4      | –     | 124    | 8.       |
| 2018   | MotoGP | Octo Pramac Racing       | Ducati   | 18     | –     | 1      | –     | 144    | 8.       |
| 2019   | MotoGP | Ducati Team              | Ducati   | 19     | 1     | 3      | –     | 176    | 6.       |
| 2020   | MotoGP | Ducati Team              | Ducati   | 14     | 1     | 1      | –     | 78     | 12.      |
| 2021   | MotoGP | Tech3 KTM Factory Racing | KTM      | 18     | –     | –      | –     | 37     | 21.      |
| 2022   | MotoGP | Team Suzuki Ecstar       | Suzuki   | 1      | –     | –      | –     | 0      | 30.      |
| 2023   | MotoGP | Ducati Lenovo Team       | Ducati   | 1      | –     | –      | –     | 5      | 28.      |
| Gesamt | Gesamt | Gesamt                   | Gesamt   | 170    | 2     | 10     | 0     | 822    |          |

Grand-Prix-Siege
| Saison | Klasse | Rennen     |
| ------ | ------ | ---------- |
| 2019   | MotoGP | Italien    |
| 2020   | MotoGP | Frankreich |

### In der Superbike-Weltmeisterschaft
(Stand: Saisonende 2024)
| Saison | Team                    | Motorrad             | Rennen | Siege | Zweiter | Dritter | Poles | Schn. Runden | Punkte | Ergebnis |
| ------ | ----------------------- | -------------------- | ------ | ----- | ------- | ------- | ----- | ------------ | ------ | -------- |
| 2023   | Barni Spark Racing Team | Ducati Panigale V4 R | 36     | –     | 1       | 2       | –     | –            | 228    | 7.       |
| 2024   | Barni Spark Racing Team | Ducati Panigale V4 R | 33     | 3     | 4       | 4       | –     | 1            | 307    | 5.       |
| Gesamt | Gesamt                  | Gesamt               | 69     | 3     | 5       | 6       | 0     | 1            | 535    |          |